# Treeing Cur
Treeing Cur är en hundras från USA. I amerikanskt språkbruk är en cur en korthårig hund som kan användas både som vallhund och jakthund. Treeing Cur är framförallt en träddrivande hund som bland annat används för jakt på tvättbjörn och ekorrar. Rasen har avlats utifrån sina bruksegenskaper och har sitt ursprung i korsningar mellan olika cur-hundar, med andra braquehundar eller feist-terrier. 1993 var rasen tillräckligt konsoliderad för att en nationell rasklubb skulle bildas. Rasen erkändes av den alternativa amerikanska kennelklubben United Kennel Club (UKC) 1998.